# سیناگوا (قبیله)

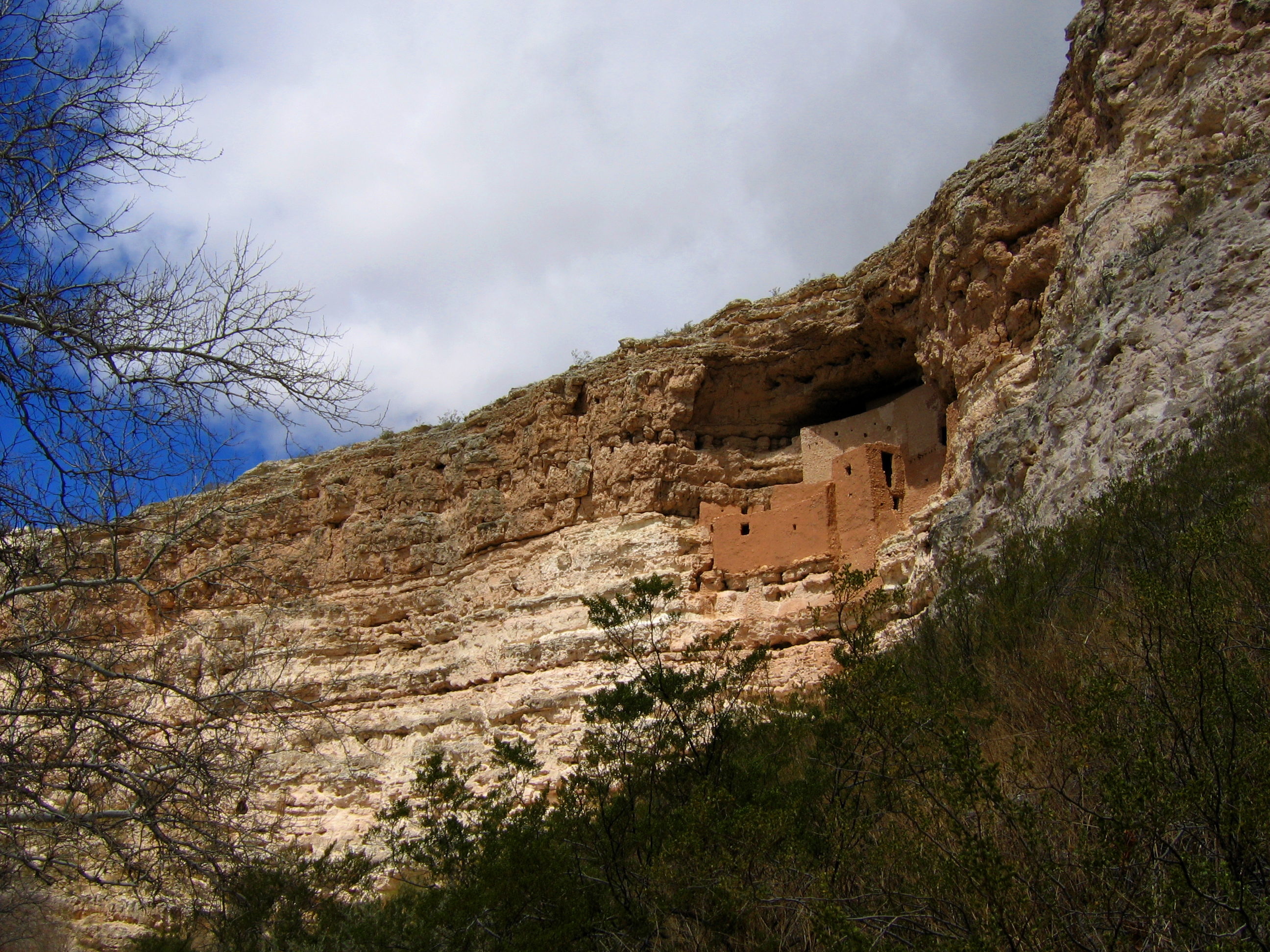

سیناگوا نام قبیله‌ای از مردمان بومی آمریکای شمالی ماقبل کلمب هستند.
سیناگواها بین ۵۰۰-۱۴۲۵ میلادی در منطقه امروزی آریزونا می‌زیستند.
از این سرخ پوستان خرابه‌هایی به جای مانده‌است. پالاتکی یکی از آنها است.